# Alex Romero
Alexander Rafael Romero Galbán (Maracaibo, 9 settembre 1983) è un giocatore di baseball venezuelano.

## Carriera
Dopo aver esordito nella lega venezuelana nel corso della stagione 2001-2002 con le Tigres de Aragua, Romero ha firmato con i Minnesota Twins nel 2002, arrivando in triplo A quattro anni più tardi, con i Rochester Red Wings. Negli anni seguenti ha continuato ad alternarsi tra le minors statunitensi nel periodo estivo e il campionato venezuelano nel periodo invernale, quest'ultimo sempre disputato con le Tigres de Aragua. Nel 2007 è stato ingaggiato dagli Arizona Diamondbacks che lo hanno poi girato ai Tucson Sidewinders, sempre in triplo A. Qui ha giocato 131 incontri con media battuta di .310.
Il 2 aprile 2008 ha fatto il suo esordio in Major League con gli Arizona Diamondbacks impegnati sul campo dei Cincinnati Reds. In quell'occasione è entrato in campo come pinch hitter nel nono inning, facendo un bunt di sacrificio per spingere il corridore verso la seconda base. Pochi giorni più tardi, il 6 aprile, ha messo a segno la sua prima valida in MLB. Il 21 luglio ha realizzato invece il suo primo fuoricampo, portando in vantaggio Arizona al sesto inning contro i Chicago Cubs. In MLB ha avuto una media battuta di .239 nell'arco delle 144 presenze collezionate, l'ultima delle quali è stata quella del 3 ottobre 2009 sul campo dei Chicago Cubs. Durante queste partite ha ottenuto, complessivamente, anche 2 fuoricampo e 30 punti battuti a casa.
In seguito è passato alle franchigie degli Atlanta Braves e dei Florida Marlins con cui non ha appunto giocato in MLB, dividendosi fra doppio A e triplo A. Nel 2012 esordisce nella Liga Messicana (AAA) con le Tigres de Quintana Roo con cui gioca 105 incontri, chiudendo con .349 di media battuta (la quinta migliore del campionato), 14 fuoricampo e 74 punti battuti a casa. In inverno torna nel natio Venezuela, agli Águilas del Zulia.
Nel marzo 2013 ha fatto parte della Nazionale venezuelana impegnata al World Baseball Classic di quell'anno.
Complice una squalifica messicana di 50 partite per doping da scontare nel 2013, in primavera è approdato in Italia per vestire i colori neroarancio del Rimini Baseball: in regular season ha fatto registrare la miglior media battuta (.444) di tutta l'IBL 2013, con 63 valide in 142 turni di battuta, a cui ha aggiunto 12 doppi, 5 fuoricampo e 41 punti battuti a casa in 36 presenze. La squadra è poi arrivata in finale sia in campionato che in European Champions Cup, perdendo però rispettivamente contro San Marino e Bologna.
Terminata la stagione italiana, Romero è tornato nella lega venezuelana invernale, questa volta tra le file delle Tigres de Aragua. Approda però nuovamente a Rimini in vista dell'annata 2014. Nella regular season di IBL ha fatto registrare una media battuta di .333. A livello di squadra, i pirati sono giunti nuovamente in finale sia in campo nazionale che europeo, perdendo questa volta contro Bologna in campionato e contro San Marino in European Champions Cup.
Dopo aver militato ancora in inverno nel campionato venezuelano, nel 2015 ha fatto ancora ritorno a Rimini per la sua terza stagione in neroarancio. In regular season si è nuovamente imposto come il giocatore con la miglior media battuta, .388, frutto di 38 valide in 98 turni di battuta. Nelle finali scudetto contro la favorita Bologna, Rimini ribalta i pronostici con un secco 4-0 nella serie, aggiudicandosi il titolo nazionale che mancava dal 2006.
Nei due anni e mezzo successivi ha giocato soprattutto nella Liga Mexicana de Béisbol, con alcune tappe nel frattempo, come di consueto, anche nel campionato venezuelano, non più tuttavia con le Tigres de Aragua come avvenuto in precedenza bensì con le Águilas del Zulia.
Nel 2018 ha iniziato la sua quarta parentesi al Rimini Baseball, nel primo anno in cui la società non ha più avuto lo storico presidente Rino Zangheri alle redini. Ancora una volta è proprio Romero a guidare la graduatoria dei migliori battitori della regular season dell'intero campionato, con una media battuta di .430 data da 43 valide in 100 turni di battuta. La stagione della squadra, tuttavia, termina con una deludente eliminazione nelle semifinali contro Parma, mentre a giugno a Rotterdam era arrivata una sconfitta nella finale di European Champions Cup 2018 contro il Neptunus.
In vista del campionato italiano 2019 – che ha visto la mancata iscrizione del Rimini Baseball – Romero è approdato al San Marino Baseball guidato in panchina dall'ex compagno di squadra Mario Chiarini. In regular season Romero ha avuto una media battuta pari a .351. La formazione titana ha poi perso le finali scudetto contro Bologna.
È poi tornato in Venezuela alle Águilas del Zulia, con cui ha giocato i campionati nazionali del 2019-20, 2020-21, 2021-22 e 2022-23. Nel gennaio 2023 è approdato ai colombiani dei Caimanes de Barranquilla, per poi continuare a giocare con le Águilas del Zulia.
Il 15 dicembre 2023, all'età di 40 anni e alla sua ultima stagione professionistica, Romero è diventato il decimo giocatore a raggiungere le 1000 battute valide nella storia della LVBP (Liga Venezolana de Béisbol Profesional), la cui prima edizione risale all'anno 1946.